# Чонч, Доминика
Доминика Чонч (словен. Dominika Čonč, родилась 1 января 1993 года) — словенская футболистка, полузащитница клуба «Валенсия» и женской сборной Словении.

## Карьера
Начинала свою карьеру в составе «Марибора», дебютировав в Первой женской лиге Словении в сезоне 2007/2008 в возрасте 14 лет и став одной из самых юных футболисток Словении. В сезоне 2010/2011 выступала за «Крку», принимала участие в Лиге чемпионов. Осенью 2011 года поступила в Университет Теннесси в Мартине, играла за женскую команду «Сихокс». Позже играла в Словении, Дании, Италии и Испании, представляет «Валенсию» с 2021 года. 19 июня 2010 года дебютировала за сборную Словении матчем против Италии.